# ウェザーニュースLiVE・コーヒータイム
『SOLiVE コーヒータイム』（ソライブ コーヒータイム）は、ウェザーニューズが2009年4月27日から2018年4月15日まで生放送していた気象情報番組である。 番組運営リニューアルに伴い2018年4月16日より『ウェザーニュースLiVE・コーヒータイム』（ウェザーニュースライブ・コーヒータイム）と番組タイトルが変更された。

## 概要
ウェザーニューズの24時間動画生放送「ウェザーニュースLiVE」で配信の気象情報番組。インターネット配信のほか、BSデジタル放送（独立データ放送）910ch「ウェザーニュース」でも視聴できる。千葉県千葉市美浜区の幕張テクノガーデンB館2階にある、ウェザーニューズ・グローバルセンターの「ソラスタ」から生放送。異常気象や地震発生時（WNI分析で推定最大震度が3以上、もしくは不明の場合）は番組を中断し、幕張テクノガーデンB館24階にあるウェザーニューズ・グローバル予報センター（通称：予報センター）から最新情報を伝える。
2009年10月5日からの「SOLiVE24」番組改編に伴い、2009年10月10日からは土曜日にも放送枠が拡大された。
なお、2011年2月7日の番組改編に伴うリニューアルは行われなかったが、キャスターの出演曜日変更が行われた。
2012年1月9日の放送分より、「SOLiVE24」番組改編に伴いリニューアルを実施。この時は横町藍（後に週1回河村さやか）が正式に当番組のメインキャスターへ就任した。
同年9月24日から、「SOLiVE24」番組改編に伴う大幅なリニューアルを実施し、放送時間が13時 - 15時に変更（短縮）。同時にオープニングのアニメとジングルが変更された。
2013年1月21日の放送分より、新しいキャスターの眞家泉が加入。また堀田奈津水が2011年2月19日以来およそ2年ぶりに当番組担当が復活し、同時にコーナーの一部が差し替えられている。
2013年4月29日、放送時間が13時 - 16時に変更。同時間帯に放送されていたSOLiVE Hangout昼の部を統合する。
2013年11月25日の番組改編に伴い、放送時間が12時-15時に変更され番組内容のリニューアルも行われた。
2014年4月7日の番組改編に伴い、番組内容のリニューアルを実施。
2014年11月10日の番組改編に伴い、キャスター体制および番組内容のリニューアルを実施。
2017年2月20日の番組改編に伴い、放送時間が11時～14時に変更。
2017年11月1日の番組改編に伴い、放送時間が12時～15時に変更。
2018年4月16日の番組改編に伴い、大幅なリニューアルが実施。放送時間が10時～13時に変更され、ウェザーニューズ・グローバルセンター内スタジオ「ソラスタ」より、ウェザーニュース予報センター内の特設スタジオに移行された。
2018年12月1日の番組改編に伴い、放送時間が11時～14時に変更。

## 出演者
※2025年8月現在

### キャスター
- 山岸愛梨
- 江川清音
- 松雪彩花
- 白井ゆかり
- 高山奈々
- 駒木結衣
- 戸北美月
- 川畑玲
- 小林李衣奈
- 魚住茉由
- 小川千奈
- 岡本結子リサ
- 青原桃香
- 福吉貴文
- 田辺真南葉
- 松本真央

### 気象予報士
- 山口剛央
- 宇野沢達也
- 森田清輝
- 本田竜也
- 内藤邦裕
- 芳野達郎
- 飯島栄一

### 気象予報士兼過去の出演者
- 永井友理
- 山下裕也
- 葛谷春馬
- 村上ひかる
- 東田芳治
- 須山洋治
- 安部大介
- 吉井憲一
- 柳博
- 石河大
- 川畑玲

- 園田憲治
- 喜田勝
- 原田健成
- 草田あゆみ
- 浜俊一
- 坂本晃平
- 町田修一
- 森口哲夫
- 小津慎吾
- 小池由高

### 過去の出演者
- 田中みのり（2011年5月31日まで）
- 有川雅子（2011年6月30日まで）
- 今田佐和子（2012年9月まで）
- 山田泰葉（2012年11月まで）
- 堀井雅世（2013年4月まで）
- 横町藍（2013年11月まで）
- 木島由利香（2014年11月まで）
- 長嶺加奈子（2018年3月まで）
- 藤岡茜（2018年3月まで）

## 放送時間の変遷
| 期間                           | 放送時間                    |
| ------------------------------ | --------------------------- |
| 2009年4月27日 - 2009年10月2日  | 月曜日-金曜日 13:00 - 15:00 |
| 2009年10月5日 - 2010年4月3日   | 月曜日-土曜日 13:00 - 15:00 |
| 2010年4月5日 - 2012年9月23日   | 月曜日-日曜日 12:00 - 15:00 |
| 2012年9月24日 - 2013年4月28日  | 月曜日-日曜日 13:00 - 15:00 |
| 2013年4月29日 - 2013年11月24日 | 月曜日-日曜日 13:00 - 16:00 |
| 2013年11月25日 - 2017年2月19日 | 月曜日-日曜日 12:00 - 15:00 |
| 2017年2月20日 - 2017年10月31日 | 月曜日-日曜日 11:00 - 14:00 |
| 2017年11月1日 - 2018年4月15日  | 月曜日-日曜日 12:00 - 15:00 |
| 2018年4月16日 - 2018年11月30日 | 月曜日-日曜日 10:00 - 13:00 |
| 2018年12月1日 -                | 月曜日-日曜日 11:00 - 14:00 |

### 放送に関する備考

#### ソラマド時代
- 2009年11月20日は、14時 - 15時35分の時間帯に『weathernews LiVE特別番組』を編成したため、13時 - 14時までの短縮放送となった。
- 2010年1月1日は、ソラマド コーヒータイムを休止し、特別番組として『2時間たっぷり ソラヨミ講座』を放送した（講師:内藤邦裕・今田佐和子両予報士、進行:西川里美）。
- 2010年2月27日は、ソラマド コーヒータイムを休止し、特別番組として『特番!全国花粉症調査』を放送した（進行:喜田勝予報士・山岸愛梨、解説:小津慎吾・瀧尚子両予報士）。この番組では、最後にソラマドアプリのソラボタン機能を使用したクイズ大会の全問正解者から、花粉症対策グッズのプレゼントの抽選会が行われた。
- 2010年3月7日は、通常は日曜日なので、ソラマド コーヒータイムの時間帯は『SOLiVE24 Archives』を放送するが、この日は韓国で「韓国式おは天キャスター・オーディション」を実施していたため、オーディション会場から中継を挿入する関係上、本番組を放送した（キャスター:小野英美）。

#### SOLiVE時代
- 2010年5月2日は、12時 - 13時40分の時間帯に特別番組『SHIRASE 第2の船出』を編成したため、13時40分 - 15時までの短縮放送となった。
- 2010年7月14日は、西日本を中心に梅雨前線の発達に伴う大規模な気象変動により、終始M3[19] 体制の下、すべてのコーナーを休止し放送を行った。
- 2010年8月12日は、台風4号の上陸によって、東日本等を除く各地域で生活に影響が出る恐れがあるとして、同年7月14日と同様の内容（体制）で放送した。
- 2011年1月1日は、『新春SOLiVE コーヒータイム』と題して、11時 - 14時までの1時間繰り上げ放送となった[20]。
- 2011年1月23日は、15時 - 15時30分に大宮アルシェ付近で北清水雄太のストリートライブ企画を中継するため、12時 - 15時40分までの拡大放送となった[21]。
- 2011年2月2日は、14時台前半の枠を使って「ちば減災プロジェクト」協定締結式と共同記者発表の生中継を行なった[22][23]。
- 2011年2月11日は、関東・中部・近畿エリアの大雪で生活に影響が出る恐れを考慮し、13時2分頃からM3体制に切り替え、最新雪・交通気象情報を交えながら2010年8月12日とほぼ同様の内容（体制）で放送した。
- 2011年3月11日は、14時46分頃に宮城県三陸沖を震源とする震度7の地震観測と大津波警報が広範囲に発令されたため、以降の時間からM3体制へ切り替えられた。
  - 以降、本震発生翌日の同年3月12日時点でも、『東日本大震災 特別番組』を放送している[24]。
- 2011年4月18日より、震災前に実施されていた通常コーナー編成の復活を実施した。
- 2011年8月1日は、14時台前半の枠を用いて同日開始された「なごや減災プロジェクト」協定締結式と共同記者発表の生中継を行なった[25][26]。
- 2011年9月3日は、台風12号が四国に上陸したことで、北日本・東日本や沖縄県を含めた九州以外の地域で生活に影響が見込まれることから、前枠番組「SOLiVE サンシャイン」のM3体制を引き継ぎ、予定していたコーナーを全休止の上で放送された。
- 2011年9月5日は、翌6日に開始する「かながわ減災プロジェクト」に合わせ、神奈川県庁での協定締結式と共同記者発表の生中継を13時45分 - 14時に行なった[27][28]。
- 2011年9月21日は、台風15号の影響により同年3日と同様な内容で放送された。
- 2011年12月18日の放送では、通常使用しているソラスタが改装工事を行う関係で、本番組から『weathernews LiVE』を放送しているBスタジオ（クロマキースタジオ）から生放送を行なった。この措置については、同年12月29日いっぱいまで全番組に適用されている[29]。
- 2012年1月1日は、通常の番組枠内で『SOLiVE コーヒータイム まるっとソラトモテレフォン』と題して放送された[30]。
- 2012年1月9日、SOLiVE24の改編が実施され、番組コーナーから出演・担当キャスターに至るまで、本番組でも主要キャスターが変更となった。2011年12月より本番組をメインに担当してきた原田健成が、同年12月以来再び『 - イブニング』をメインに担当することになり、2012年1月末時点で本番組を多く担当しているキャスターが今田佐和子・横町藍に変わった。今田が本番組を担当する際、『 - モーニング』も受け持つことがあるため、実質ダブルヘッダーが発生している。
- 2012年4月3日は、沖縄を除く本州ほぼ全域で暴風雨の恐れが見込まれるため、14時以降M3体制での放送を行なった。
- 2012年4月6日は、14時～15時まで、東京椿山荘からSAKULIVE特別番組の放送のため14時までの放送となった。
- 2012年4月27日は、SOLiVE24放送開始3周年を記念した特別編成が組まれたため、一部番組内容を変更して放送された。
- 2012年5月26日は、同日開始の「ならしの減災プロジェクト」に合わせ、SHIRASEオーロラホールでの協定締結式と共同記者発表の生中継を13時30分 - 14時に[31]、また第2回「みんなでGENSAI」の中継を14時 - 16時 に行なったため、当番組は14時までの短縮放送となった[32]。
- 2012年6月14日は、同日開始の「きょうと減災プロジェクト」に合わせ、協定締結式と共同記者発表の生中継を13時 - 13時30分に行なった[33]。
- 2012年11月24日は、同日放送の『SOLiVE サタデー』を17時 - 19時の間で編成する関係により、13時 - 16時の1時間拡大版として放送された。
- 2012年12月31日は、年末特番『2012リアルイベント振り返り～road to オビワン～』を編成したため、番組は休止となった[34]。
- 2013年1月1日は、『新春 ソラヨミ道場』を13時 - 16時に放送したため、当番組は休止となった[35]。
- 2016年1月1日は、通常の番組内で、「新春特番 お正月を楽しもうspecial」として放送された。

## ラインナップ
※2019年7月08日にリニューアルを実施した。なお気象事変などが発生した場合は、一部内容変更あり。
- 最新ウエザーリポート紹介
- 最新気象解説with予報センター
- 速達　今朝の空
- SNS紹介　＠wni_live　@wni.jp
- みんなのランチリポート
- 最新気象解説with予報センター
- ランチタイムベストアンサー
- 午後のGOGOニュース
- 今日のソラヨミ
- リポートを送ろう
- プロジェクトicom
- 季節の宅急便

### 過去（ソラマドおよびSOLiVE時代）に存在したコーナー

#### 13時台 ～KOSODATENKI～
今晩、なにつくる?
パソコン向け番組閲覧ソフト「ソラマド」に搭載されているチャット機能『ソラチャット』の参加者や、視聴者からのメールを元に、夕食のレシピを考える。田中・小野が料理のイメージをホワイトボードに描いていく。このコーナーの進行状況により、13時50分頃に放送される「全国の天気」やインターバルが割愛されたり、14時台まで延長したことがある。
当コーナーで視聴者とともに考案したメニュー「とまっとろリゾット」を、エフエム仙台主催の 2009サバ・メシ＊コンテスト に応募したところ、全235品の応募作品の中から最終審査の16作品に選出。田中が公開最終審査会に出席して実際に調理し、優秀賞を受賞した。2009年9月19日に行われた審査会の模様は「サタデー ソラマド ティータイム」で生中継された。
洗濯とり込み隊!（2010年11月15日 - 2012年1月6日）
洗濯関連のリポートを紹介した後、洗濯を取り込むタイミングと時間をどう見極めるか、キャスターが予報センターにつないで一緒に解説し、専用のボードを使ってマップにタイムリミット時間を記入していく。SOLiVE ムーンの1コーナーにある「全国洗濯夜干しマップ」の昼間バージョンともいえる。6日の放送をもって終了したが、9日より内容を若干リニューアルしたと同時に「洗濯乾かし隊！」と改称。
みんなの栽培日記（ - 2012年1月6日）
作物に重点を置いたリポートを紹介。内容によっては、キャスターがリポートを送ったサポーターの方と電話をつなぐ場合がある。
今日のすくすく（ - 2012年1月6日）
動物や植物、子供などに重点を置いたリポートを紹介。「みんなの栽培日記」と同様、ウェザーリポートを送ったサポーターの方と電話をつなぐことがある。

#### 14時台 ～UWANO-SORA～
ウェザーニュース花自慢
花に関するリポートを紹介する。また、その花の評価を< --のど自慢で使われる鐘の音を-- >「キンコンカ～ン」としているためか、「キンコンカ～ンタイム」とも言われている。
みんなでさんぽ
各地の印象的風景、景色のリポートを紹介する。
みのりと旅話（木曜）
ウェザーニューズトラベル気象担当の小口禮司予報士とともに、全国各地のイベントや旅のプラン、それらにまつわる気象観点からの注意事項などを取り上げる。
今日の日だまりねこ
動物（主に犬・猫）に関するレポートを紹介。
節電クッキング（毎週水曜日・木曜日のどちらか一方で、かつ出演キャスターが原田の場合に実施）
限られた電力供給量を有効に活用するため、使用電力を抑えつつ料理を作っていく。2011年6月2日に新規加入した原田健成の独自コーナーでもあったが、9月27日で終了。これまで作った料理については、ウェザーニューズの携帯サイト「節電クッキング」で見ることができる。
みんなで作るデンキ予報
予報センターより、今日これまでの電力使用量振り返りとこの先の電力使用予測量を解説。電力供給量がいったん落ち着いたため10月で終了。
見頃!撮り頃!リポートし頃!紅葉に行こうよう!（2011年10月17日 - 12月2日）
紅葉シーズン限定コーナー。ウェザーニューズ会員から寄せられたウェザーリポートの紅葉関連を中心に紹介し、またおすすめの紅葉スポットなどについても解説する。2010年度では『SOLiVE ムーン』のみ実施されていたコーナーであったが、2011年度からは当番組でも実施した。
ソラキャンバス（ - 2012年1月6日）
日替わりのテーマで担当キャスターと絵を描く。与えられたテーマ次第によっては、ラインナップ掲載後に直ぐ利用できるもの、14時に入る前のインターバル中に利用できるもの、当コーナー開始直後から利用できるものの3パターンがある。2011年7月以降、かつて「SOLiVE ムーン」を担当していた有川の日替わりコーナー「リポートで一句」が、主に原田担当時で実施される場合がある。

### 不定期
日だまり便り

水たまり便り

午後のソラヨミ（12時頃から前半）
午後からのソラヨミについて、予報センターと一緒に重要なポイントを解説する。
ソラトモ テレフォン（12時台後半）
最初にリポートを読み上げた後、担当キャスターが1名のウェザーニュース会員のサポーターと電話をつないで天気などに関する内容を紹介していく当番組のメインコーナーであったが、2012年9月24日の番組改編により『SOLiVE Hangout』と置き換わる形で消滅した。原則としてサポーターとの電話時に紹介するウェザーリポートは、当日に送られた1通であるが、当日もしくは過去のウェザーリポートを含めて2通以上紹介した後につなぐ場合があり、電話をつないでいる途中で電話出演しているサポーターのウェザーリポートをいくつか紹介する場合もあった。（目立ったものを下記参照）
- 2011年分
  - 出演キャスターが有川 - 2回（4月10日放送分で当日3通、6月25日放送分で当日2通）
  - 出演キャスターが原田 - 4回（9月5日放送分で当日と前日の合計2通、13日放送分に当日2通と前日1通で合計3通、11月1日放送分は当日1通と過去の2通で合計3通、10月4日放送分に当日2通）
  - 出演キャスターが山田 - 1回（11月13日放送分に当日2通）
  - 出演キャスターが今田 - 1回（12月22日放送分で当日と過去の分が各1通ずつ計2通）

- 2012年分
  - 出演キャスターが今田 - 3回（1月2日放送分で当日・前日の分が各1通ずつ計2通、1月31日放送分で当日1通・過去分が3通で計4通、2月1日に当日と過去の分が各2通ずつで計4通）
  - 出演キャスターが横町 - 2回（2月2日放送分で当日2通、2月4日放送分で当日と前日各1通ずつの計2通）
  - 出演キャスターが原田 - 1回（2月12日放送分で当日2通）

ハッピーリポートTime
当該時間までに寄せられたウェザーリポートのうち、出演キャスターがソラボタンで視聴者に問いかけた後、幸せなコメント内容について着目したリポートを取り上げる。開始当初は13時台前半であったが、その後「ソラテナなう」のコーナーと入れ替えて30分ほど前倒した。2012年9月24日以降は、ウェザーニュースタッチのソラピース機能を使用した「ハッピーリポートピース」に置き換わった。
洗濯乾かし隊!
ウェザーリポーター会員から寄せられた洗濯に関するウェザーリポートならびにソラテナの体感報告を参考に、キャスターがこの先夜時間帯まで干せるエリアを専用のボードに記入していく。場合によっては、予報センターからの解説を入れる場合がある。『SOLiVE ムーン』の1コーナーである「今からでも大丈夫？全国洗濯 夜干しマップ」の昼間版。
かつて、当番組の同じ時間帯で行われていた「洗濯取り込み隊！」を一部リニューアルしたと同時に現在のコーナー名に改称。
じっくり週間予報
予報センターより、この先1週間の天気を解説。以前はコーナータイトル名が付いていなかったが、『SOLiVE イブニング』・『SOLiVE ムーン』で毎日実施していることを受け、正式にタイトル名を付けて定期化されたが、2012年9月23日の放送分で終了。ただし、日にちや気象状況次第ではコーナー名がつかなかったこともあった。
SAKULiVE（2012年3月28日 - ）
当該時間までに全国のウェザーリポーター会員から寄せられた桜リポートを紹介し、予報センターから開花時期ならびに見頃となる時期の解説を行なう。2012年シーズンより、キャスターはクロマキースタジオに移動して当コーナーを放送。またキャスターがサポーターとのテレフォントークを行なう場合があった。

## BGM
- 2010年4月 - 同年11月 : エルガー『愛の挨拶』
- 2010年11月 - 現在 : アミルカレ・ポンキエッリ『ラ・ジョコンダ』

## ゲスト
| 放送日         | ゲスト             | 特記事項                                     |
| -------------- | ------------------ | -------------------------------------------- |
| 2012年11月2日  | たんぽぽ           | テレビ静岡「まめサタ」の企画で出演。         |
| 2014年4月27日  | 田中みのり         | SOliVE24の5周年記念で電話出演。              |
| 2015年11月1日  | 天達武史・依田司   |                                              |
| 2016年8月5日   | 奥村政佳・青木豊   |                                              |
| 2018年12月20日 | 川合俊一           |                                              |
| 2023年9月5日   | 中岡創一（ロッチ） | 関西テレビ「土曜はナニする!?」の企画で出演。 |
| 2024年5月18日  | 川﨑桜（乃木坂46） | 「乃木坂配信中」の企画で出演。               |